# Batrachostomus auritus
Batrachostomus auritus е вид птица от семейство Podargidae. Видът е почти застрашен от изчезване.

## Разпространение
Видът е разпространен в Бруней, Индонезия, Малайзия и Тайланд.